# غاز مسال

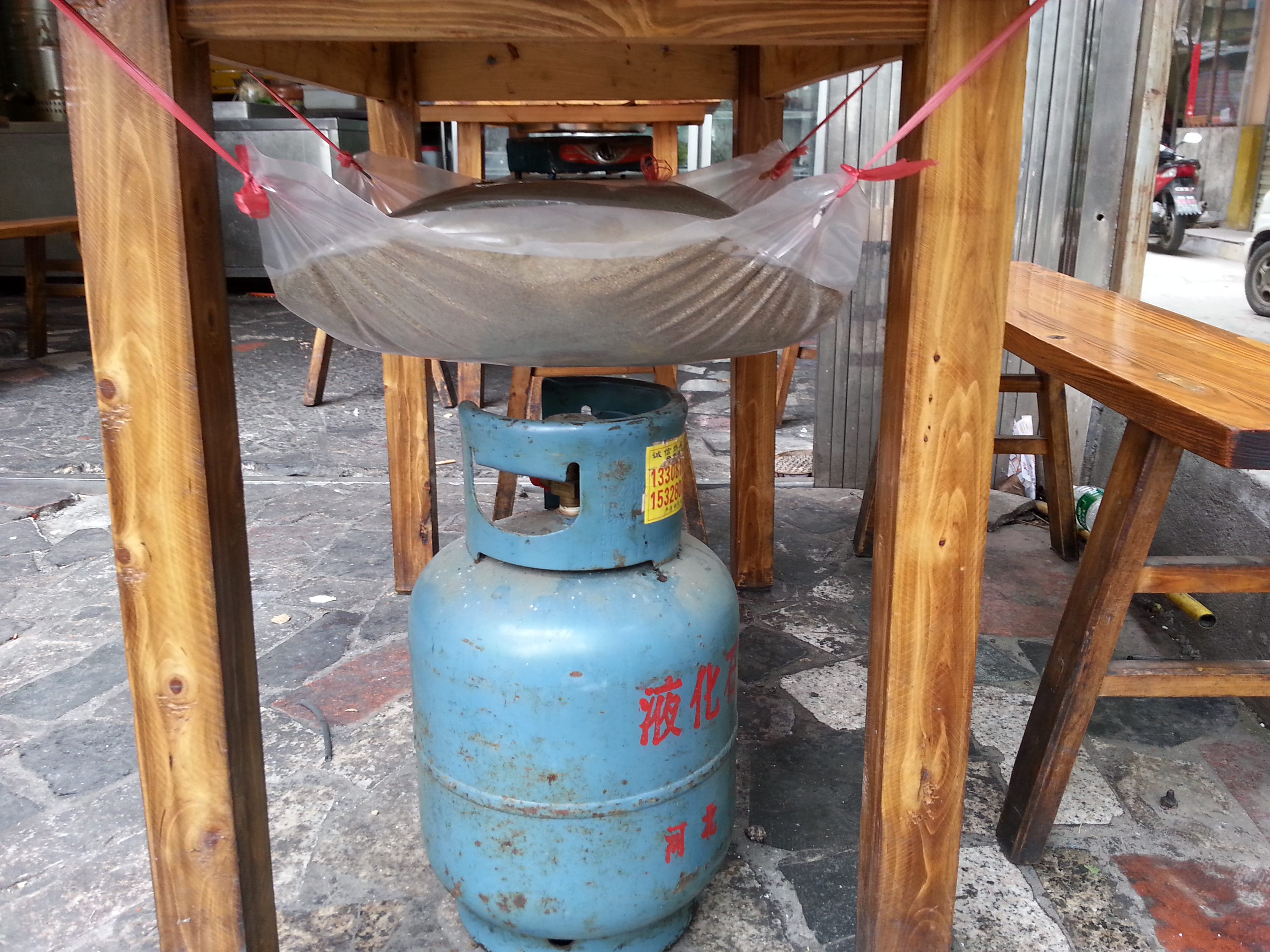
جرة غاز مسال.

الغاز المسال (بالانجليزية: Liquefied gas) يشار إليه بالغاز السائل هو غاز تم تحويله إلى سائل عن طريق تبريده أو ضغطه من أمثلة الغازات المسيلة تشمل الهواء السائل، غاز طبيعي مسال، غاز نفطي مسال.

## الهواء السائل
في معهد ليستر للطب الوقائي، تم استخدام الهواء السائل كعامل في الأبحاث البيولوجية. استلزم التحقيق في المكونات داخل الخلايا لعصيات التيفود، الذي بدأ تحت إشراف الدكتور آلان ماكفادين، حيث تم فصل بلازما الخلية للكائن الحي. وكانت الطريقة التي تم تبنيها في البداية لتفكك البكتيريا هي خلطها بالرمل الفضي وتحريكها في وعاء مغلق تدور فيه سلسلة من الريش الأفقية بسرعة عالية. وبالتالي تم البحث عن بعض الوسائل للتخلص من الرمل وسحق العصيات لوحدها. وتم العثور على هذا في الهواء السائل.

## الغاز الطبيعي المسال
الغاز الطبيعي المسال هو غاز طبيعي تم تسييله بغرض التخزين أو النقل. نظرًا لأن نقل الغاز الطبيعي يتطلب شبكة كبيرة من خطوط الأنابيب التي تمر عبر تضاريس ومحيطات مختلفة، فإن الأمر يتطلب استثمارات ضخمة وتخطيطًا طويل الأجل. قبل النقل، يتم تسييل الغاز الطبيعي عن طريق الضغط. ثم يتم نقل الغاز المسال عبر ناقلات ذات مقصورات محكمة الإغلاق.